# PPSh-41
El PPSh-41 (Пистолет Пулемёт Шпагинa 1941 PPSh-41, Pistolet-Pulemiot Xpàgina en rus) fou un subfusell dissenyat per Gueorgui Xpaguin, creat com una alternativa barata i simplificada del subfusell PPD-40. Va ser el subfusell més fabricat durant tota la Segona Guerra Mundial (més de 5.000.000 d'unitats) superant al mític Thompson M1A1 i fins i tot després de la guerra se'n van seguir fabricant. Utilitzava un carregador de tambor amb capacitat per 71 bales. Tenia una gran fiabilitat i una vida útil molt llarga. El Viet Cong encara emprava a finals de la dècada de 1970 el subfusell xinès Tipus 50 (una còpia sense llicència). Segons l'edició de The Encyclopedia of Weapons of World War II de 2002, el PPSh-41 encara és emprat per exèrcits irregulars.

## Segona Guerra Mundial
La necessitat de desenvolupar el PPSh es va fer notar durant la Guerra d'Hivern contra Finlàndia, on es va observar que els subfusells eren armes molt efectives en combat a curta distància en boscos o zones urbanes. L'arma va ser desenvolupada a mitjans de 1941 i produïda en una xarxa de fàbriques de Moscou, en les quals els membres d'alt rang del Partit Comunista responien directament per obtenir les metes de producció.
Uns quants centenars de subfusells van ser fabricats al novembre de 1941 i altres 155.000 van ser produïts en els cinc mesos següents. Per a la primavera de 1942, les fàbriques amb prou feines produïen 3000 subfusells PPSh al dia. El PPSh-41 és un clàssic exemple de disseny adaptat per a la producció en massa (altres exemples de dissenys per a temps de guerra són el M3, el MP40 i el Sten). Les seves peces (excepte el canó), podien ser produïdes per treballadors amb poca experiència emprant les eines i maquinàries disponibles en un taller automotriu o de llauneria, fent que els treballadors amb més experiència estiguin disponibles per a altres tasques. El PPSh-41 tenia 87 peces, en comparació a les 95 del PPD-40, podent ser construït en 7,3 hores enfront de les 13,7 hores d'un PPD-40. La producció de canons era freqüentment simplificada en usar canons de vells fusells Mosin-Nagant de 7,62 mm per obtenir els dels PPSh-41: el canó del fusell era tallat a la meitat i es produïen dos canons de PPSh-41 després d'unir-los la recambra per al cartutx 7,62 x 25 Tokarev.

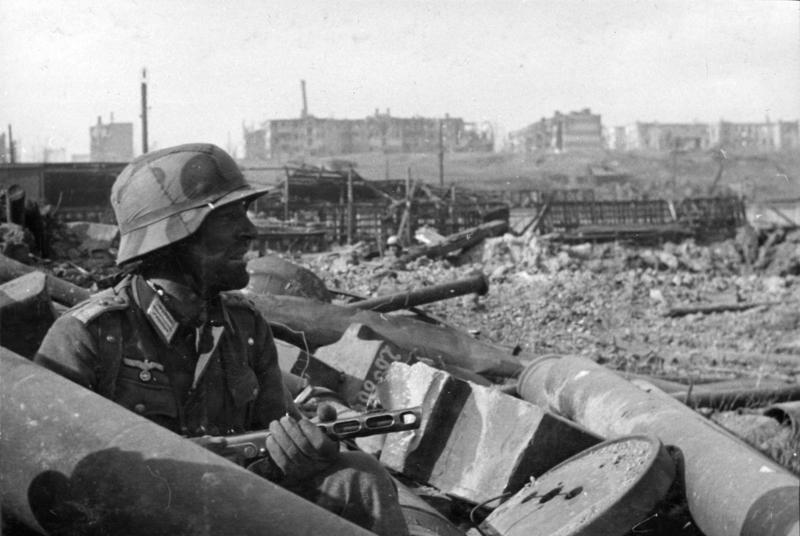
Soldat alemany armat amb un PPSh-41 entre les ruïnes de Stalingrad, 1942.

Els soldats alemanys, en moltes ocasions, preferien emprar els PPSh-41 que capturaven a l'enemic. Això es devia en gran part a la major capacitat del carregador; a més, el subfusell disparava sense problemes fins i tot els cartutxos de la pistola Mauser C96, idèntics en dimensions als 7,62 x 25 Tokarev, encara que una mica menys potents. Alguns PPSh-41 capturats van ser recalibrats per disparar els cartutxos 9 x 19 i poder emprar el carregador del MP40, amb la denominació de MP41(r). Els PPSh-41 capturats que no van ser recalibrats van rebre la denominació MP717(r) i van ser subministrats amb cartutxos 7,63 x 25 Mauser. També es van imprimir i van distribuir manuals del PPSh-41 en alemany al Wehrmacht.
La Unió Soviètica també va experimentar amb el PPSh-41 com a arma antipersonal d'atac a terra, muntant dotzenes de subfusells en suports en el morro del Tu-2sh, variant del bombarder Tupolev Tu-2.
Es van produir més de 6 milions d'aquests subfusells cap al final de la guerra. Els soviètics freqüentment armaven regiments i fins i tot divisions amb aquest subfusell, atorgant-los una gran potència de foc a curta distància. Milers més van ser llançats després de les línies enemigues per equipar grups de partisans que interrompien les línies de subministrament i les comunicacions dels alemanys.

## Guerra de Corea
Després de la guerra, el PPSh-41 va ser subministrat en grans quantitats als estats clientelars de la Unió Soviètica i a guerrilles comunistes. L'Exèrcit Popular de Corea i els voluntaris xinesos que van combatre a Corea van rebre grans quantitats d'aquest subfusell, a més del Tipus 49 nord-coreà i el Tipus 50 xinès, que eren còpies fetes sota llicència del PPSh-41 amb petites diferències mecàniques. El subfusell va ser àmpliament utilitzat durant tota la Guerra de Corea. Encara que relativament imprecís, amb una alta cadència de tret, el PPSh-41 era molt apropiat per als combats a curta distància que van tenir lloc en aquell conflicte, especialment durant la nit. Les forces de les Nacions Unides en posicions defensives o en patrulles freqüentment tenien problemes en contestar amb suficient poder de foc els atacs de companyies d'infanteria comunista armades amb el PPSh-41. Alguns oficials d'infanteria nord-americans consideraven al PPSh-41 com la millor arma de la guerra; a pesar que li faltava la precisió del fusell M1 Garand o de la carrabina M1, oferia major poder de foc a curta distància. Com ho va dir un capità d'infanteria: "en manera automàtica ruixava moltes bales i la majoria de baixes a Corea van ocórrer a molt curta distància i ràpidament - era qüestió de qui responia més ràpid. En situacions com aquestes sobrepassava a tot el que teníem. Un atac contra una patrulla acabava molt ràpid i usualment perdíem a causa d'això".

## Característiques

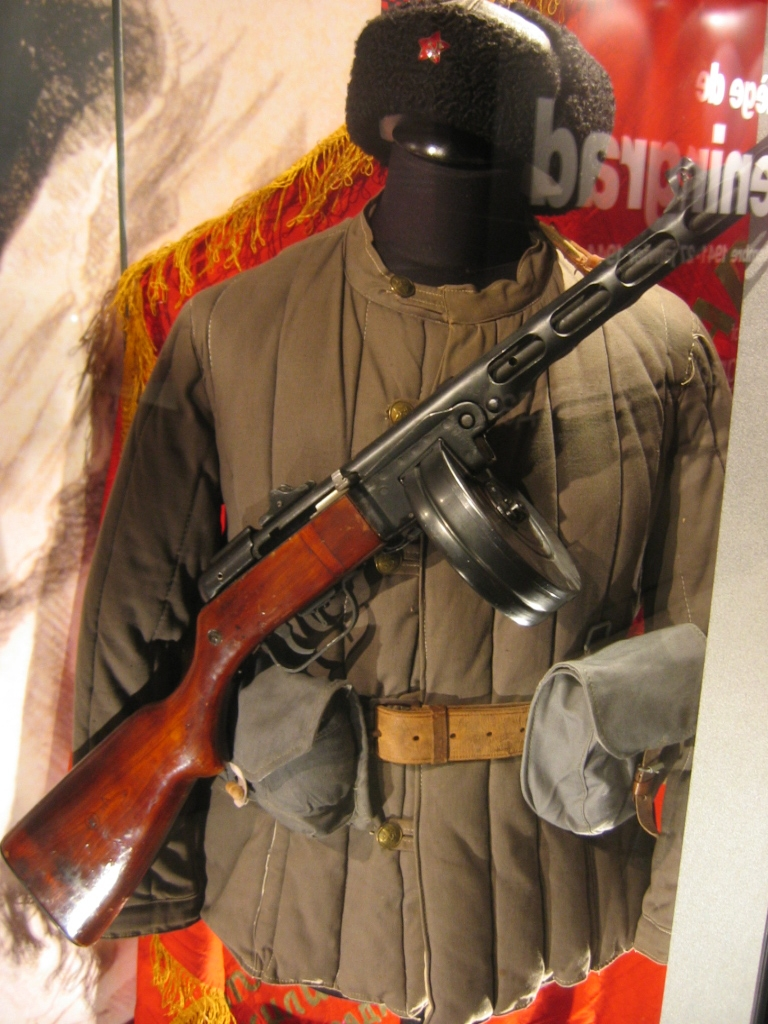
Un PPSh-41 al costat d'un uniforme soviètic de la Segona Guerra Mundial.

El PPSh-41 disparava el cartutx soviètic de pistola estàndard 7,62 x 25 Tokarev. Pesant aproximadament 5,45 kg amb un tambor de 71 cartutxos i 4,32 kg amb un carregador corb de 35 cartutxos, aquest subfusell podia fer 900 trets/minut, una cadència de tret molt alta en comparació d'altres subfusells de la Segona Guerra Mundial. Era una arma durable i de baix manteniment feta de materials barats i senzills d'obtenir, principalment xapa d'acer estampada i fusta. Els últims models del PPSh-41 ejectaven per sobre del calaix de mecanismes i tenien una alça pivotant en "L" que podia ajustar-se per a abastos de 100 i 200 metres. Es va incorporar un tosc fre de boca en la camisa del canó, per reduir l'elevació del subfusell en disparar en manera automàtica. El fre de boca va ser moderadament reeixit, però va augmentar l'esclat i el soroll de l'arma. El PPSh-41 també tenia un calaix de mecanismes abisagrat per facilitar el seu desarmament i neteja. El seu canó amb ànima i recambra cromades li permetia resistir l'ús de munició amb fulminant corrosiu i els llargs intervals entre cada neteja. No tenia empunyadura frontal o guardamà, per la qual cosa el tirador generalment havia d'agafar l'arma amb la mà darrere del tambor o subjectar la seva part inferior. Encara que els carregadors corbs de 35 bales estaven disponibles a partir de 1942, en la Segona Guerra Mundial el soldat soviètic mitjana preferia tenir un tambor de 71 cartutxos com a carregador inicial de l'arma.
El tambor del PPSh-41 era una còpia del tambor del subfusell finlandès Suomi M31, que tenia una capacitat de 71 cartutxos. Però en la pràctica era freqüent que ocorrin problemes d'alimentació en emprar-se 65 cartutxos o més. A més de problemes d'alimentació, el tambor era lent i més difícil de recarregar que els posteriors carregadors corbs de 35 cartutxos que van complementar al tambor després de 1942. Malgrat contenir menys cartutxos, el carregador corb tenia l'avantatge d'oferir un millor agafament per a la mà. Encara que el PPSh-41 estava equipat amb un segur lliscant, encara presentava un alt risc de trets accidentals en caure o ser copejat per ser un subfusell que dispara a forrellat obert.
A causa de l'escassetat de material que es va viure amb major intensitat durant el setge de Leningrad, va entrar en servei un subfusell encara més simple, el PPS-43, que no va arribar a reemplaçar al PPSh-41. El PPSh-41 va ser substituït pel fusell d'assalt AK-47, que emprava el cartutx 7,62 x 39, a partir de 1949.

## Usuaris

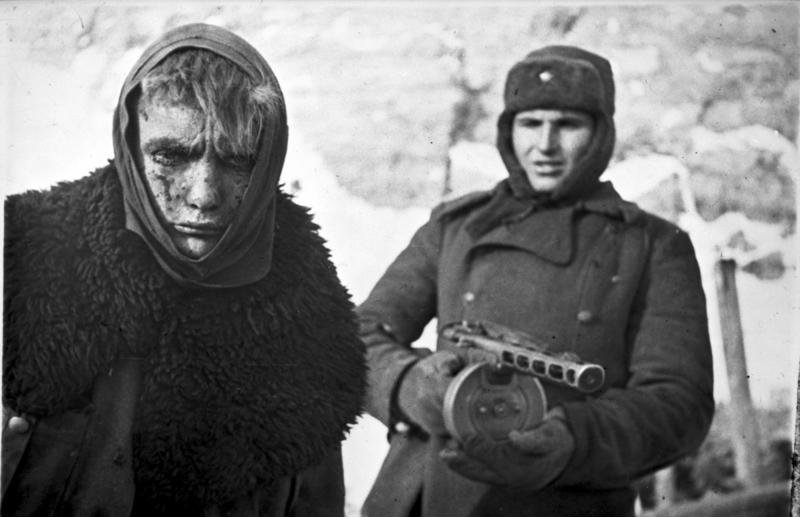
Soldat soviètic armat amb un PPSh-41 condueix a la captivitat a un presoner alemany després de la batalla de Stalingrad, 1943.

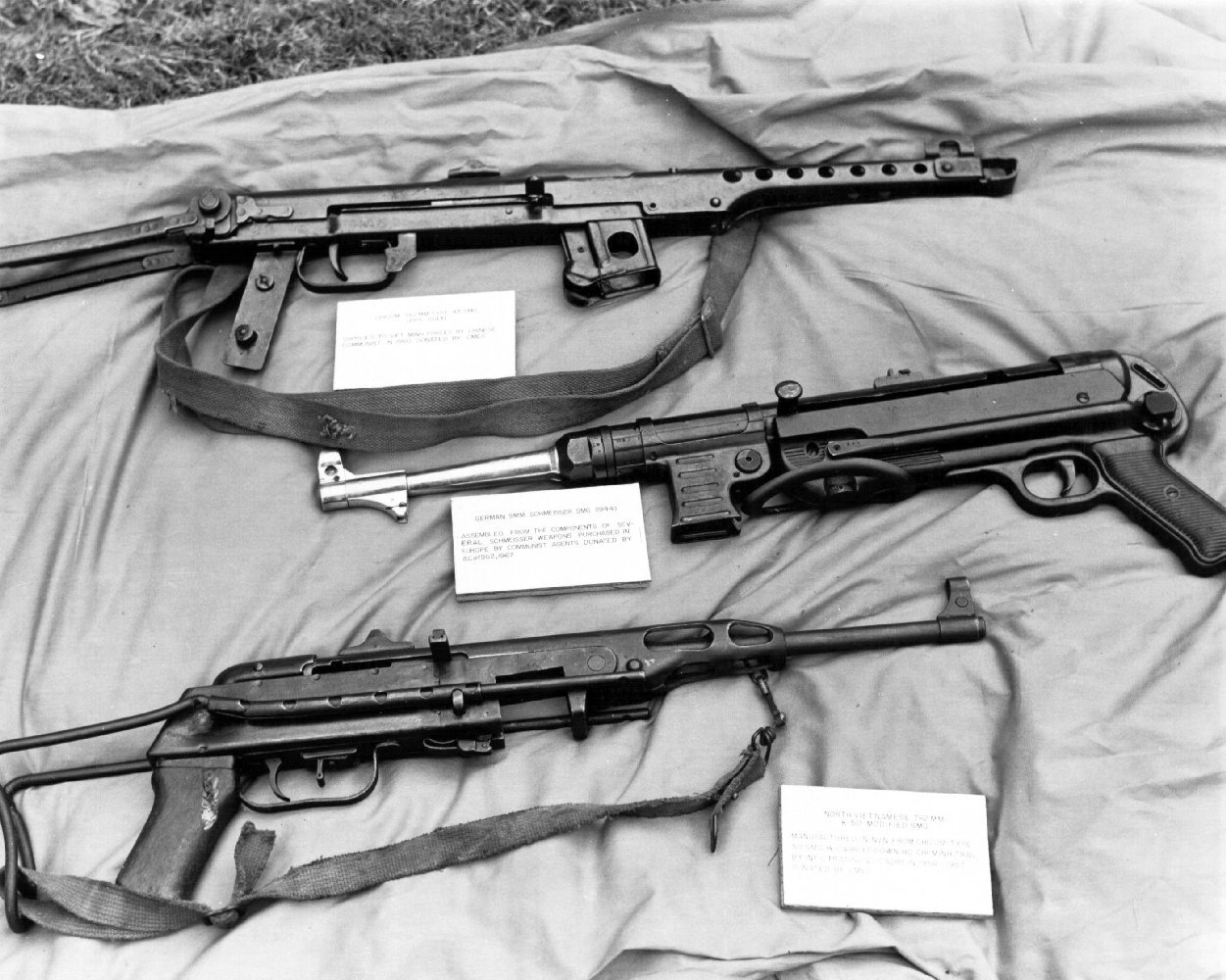
Tres subfusells capturats al Exèrcit norvietnamita. De dalt cap avall: PPS-43, MP40 i K-50M.

- Albània[15]
- Alemanya Nazi: Va emprar subfusells PPSh-41 capturats (MP717(r)) o recalibrats (MP41(r)).[6]
- Alemanya Oriental: fins a la reunificació.
- Cambodja: Usat pels Khmers rojos contra el govern de Lon Nol en la Guerra Civil Cambodjana (1967-1975).
- Xina: Va fabricar còpies sense llicència sota la denominació Tipus 50.[16]
- Corea del Nord: Va fabricar còpies sota llicència amb la denominació Tipus 49.[17]
- Cuba[18]
- Finlàndia: Va emprar subfusells PPSh-41 capturats durant la Guerra de Continuació.[19][20]
- Guinea[15]
- Hongria: Va capturar i emprar subfusells PPSh-41 a inicis de la dècada de 1940. Va produir una versió local a inicis de la dècada de 1950.[21][22]
- Iran: Va produir una versió local amb alça tangencial en la dècada de 1940.[22][23]
- Laos[15]
- Polònia: Va produir una versió local, idèntica a l'últim model soviètic.[24]
- Romania: Va capturar i va emprar subfusells PPSh-41 entre 1941-1944. Els va fabricar sota llicència durant la dècada de 1950 a la Fàbrica d'Armes de Cugir amb la denominació PM PPȘ Md. 1952.[25][26]
- Unió Soviètica: Va entrar en servei amb l'Exèrcit Roig en el 1942.[16]
- Vietnam: El Vietcong principalment va emprar el K-50M durant la Guerra de Vietnam.[15]
- Iugoslàvia: Va produir una variant local coneguda com a Subfusell M49.[27][28]
- Zimbabwe[2]

## Variants
- Tipus 50: Versió xinesa del PPSh-41. Al contrari del seu equivalent soviètic, solament accepta carregadors corbs.[17]
- Tipus 49: Versió nord-coreana del PPSh-41. Aquest model solament accepta tambors.[17]
- K-50M: Subfusell vietnamita basat en els Tipus 50 subministrats per Xina durant la Guerra de Vietnam. La seva principal diferència va ser el retallat de 76 mm de la camisa de refredament i l'ocupació del punt de mira del subfusell francès MAT-49.[29] Altres canvis incloïen un pistolet, una culata de filferro d'acer (reciclada del MAT-49) i un canó més curt.[30] Tots aquests canvis van alleugerir per 500 g al K-50M amb les seves 3,4 kg, enfront dels 3,9 kg del PPSh-41.[31] El K-50M usa un carregador corb de 35 cartutxos, però pot emprar el tambor de 71 cartutxos si la culata està completament estesa.[30]
- MP41(r): Un PPSh-41 capturat i recalibrat a 9 mm per ser emprat pels alemanys.
- M49: El M49 va ser una variant iugoslava del PPSh-41, encara que es distingia en diversos aspectes.
- PPS-50: Una versió semiautomàtica del PPSh-41 fabricada per Pietta per al mercat civil d'armes canadenc. Empra el cartutx .22 LR. El carregador corb té una capacitat de 30 cartutxos i el tambor és de 50 cartutxos.
- SKL-41: Una versió semiautomàtica del PPSh-41 que està disponible al mercat d'armes alemany des del 2008. Aquesta versió empra el cartutx 9 x 19, podent ser alimentada mitjançant rèpliques dels carregadors originals així com carregadors del MP40.